# Temporada 2010-2011 del Nàstic
Dades de la Temporada 2010-2011 del Gimnàstic de Tarragona.

## Resultats i Classificació
A semblança de la temporada anterior, calgué canviar d'entrenador durant la temporada, reforçar la plantilla, i esperar fins ben bé al final de la temporada per certificar la permanència.

## Plantilla
Aquesta és la plantilla del Gimnàstic de Tarragona per a la temporada 2010-2011 a la Segona Divisió de la lliga espanyola de futbol.
| N. | Pos. | Nac. | Jugador                                               |
| -- | ---- | --- | ----------------------------------------------------- |
| 1  | POR  | [[Fitxer:Flag of Spain.svg\|23x15px\|border \|alt=Espanya\|link=Selecció de futbol d'Espanya\|{{#if:\|]]                                       | Rubén Pérez Chueca                                    |
| XX | DEF  | [[Fitxer:Flag of Catalonia.svg\|23x15px\|border \|alt=Catalunya\|link=Selecció de futbol de Catalunya\|{{#if:\|]]                              | Cristóbal Emilio Torres Curro Torres (baixa al gener) |
| 2  | MIG  | [[Fitxer:Flag of Spain.svg\|23x15px\|border \|alt=Espanya\|link=Selecció de futbol d'Espanya\|{{#if:\|]]                                       | Alejandro Bergatiños García                           |
| 3  | DEF  | [[Fitxer:Flag of Catalonia.svg\|23x15px\|border \|alt=Catalunya\|link=Selecció de futbol de Catalunya\|{{#if:\|]]                              | Carles Domingo Pladevall Mingo                        |
| 4  | DEF  | [[Fitxer:Flag of Spain.svg\|23x15px\|border \|alt=Espanya\|link=Selecció de futbol d'Espanya\|{{#if:\|]]                                       | Alejandro Ortiz Ramos                                 |
| 5  | DEF  | [[Fitxer:Flag of Spain.svg\|23x15px\|border \|alt=Espanya\|link=Selecció de futbol d'Espanya\|{{#if:\|]]                                       | Sergio Alejandro Díaz                                 |
| 6  | DEF  | [[Fitxer:Flag of Catalonia.svg\|23x15px\|border \|alt=Catalunya\|link=Selecció de futbol de Catalunya\|{{#if:\|]]                              | David Medina Díaz de López                            |
| 7  | MIG  | [[Fitxer:Flag of Spain.svg\|23x15px\|border \|alt=Espanya\|link=Selecció de futbol d'Espanya\|{{#if:\|]]                                       | Abraham Gonzalez (baixa al gener)                     |
| 7  | MIG  | [[Fitxer:Flag of Catalonia.svg\|23x15px\|border \|alt=Catalunya\|link=Selecció de futbol de Catalunya\|{{#if:\|]]                              | Albert Virgili Fort                                   |
| 8  | MIG  | [[Fitxer:Flag of Spain.svg\|23x15px\|border \|alt=Espanya\|link=Selecció de futbol d'Espanya\|{{#if:\|]]                                       | Fernando Morán Escudero                               |
| 9  | MIG  | [[Fitxer:Flag of Catalonia.svg\|23x15px\|border \|alt=Catalunya\|link=Selecció de futbol de Catalunya\|{{#if:\|]]                              | Rubén Navarro Méndez                                  |
| 10 | MIG  | [[Fitxer:Flag of Spain.svg\|23x15px\|border \|alt=Espanya\|link=Selecció de futbol d'Espanya\|{{#if:\|]]                                       | Walter Fernández                                      |
| 11 | MIG  | [[Fitxer:Flag of Spain.svg\|23x15px\|border \|alt=Espanya\|link=Selecció de futbol d'Espanya\|{{#if:\|]]                                       | Alejandro Cruz Rodríguez (baixa al gener)             |
| 11 | MIG  | [[Fitxer:Flag of Catalonia.svg\|23x15px\|border \|alt=Catalunya\|link=Selecció de futbol de Catalunya\|{{#if:\|]]                              | Felipe Sanchón                                        |
| 12 | DAV  | [[Fitxer:Flag of the Netherlands.svg\|23x15px\|border \|alt=Països Baixos\|link=Selecció de futbol dels Països Baixos\|{{#if:\|]]              | Berry Powel                                           |
| 13 | POR  | [[Fitxer:Flag of the Balearic Islands.svg\|23x15px\|border \|alt=Illes Balears\|link=Selecció de futbol de les Illes Balears\|{{#if:\|]]       | José Sánchez Moragón                                  |
| 14 | MIG  | [[Fitxer:Flag of the Valencian Community (2x3).svg\|23x15px\|border \|alt=País Valencià\|link=Selecció de futbol del País Valencià\|{{#if:\|]] | Vicente Pérez Madrid                                  |

| N. | Pos. | Nac. | Jugador                                             |
| -- | ---- | --- | --------------------------------------------------- |
| 15 | DEF  | [[Fitxer:Flag of the Balearic Islands.svg\|23x15px\|border \|alt=Illes Balears\|link=Selecció de futbol de les Illes Balears\|{{#if:\|]]       | Pere Mairata Gual                                   |
| 16 | MIG  | [[Fitxer:Flag of Spain.svg\|23x15px\|border \|alt=Espanya\|link=Selecció de futbol d'Espanya\|{{#if:\|]]                                       | Fernando Seoane Antelo                              |
| 17 | DEF  | [[Fitxer:Flag of the Valencian Community (2x3).svg\|23x15px\|border \|alt=País Valencià\|link=Selecció de futbol del País Valencià\|{{#if:\|]] | Raul Fuster Arnao                                   |
| 18 | DAV  | [[Fitxer:Flag of the Basque Country.svg\|23x15px\|border \|alt=País Basc\|link=Selecció de futbol del País Basc\|{{#if:\|]]                    | Juan Domínguez Otaegui (baixa al gener)             |
| 18 | MIG  | [[Fitxer:Flag of the Balearic Islands.svg\|23x15px\|border \|alt=Illes Balears\|link=Selecció de futbol de les Illes Balears\|{{#if:\|]]       | Antoni Lluís Adrover Colom Tuni                     |
| 19 | MIG  | [[Fitxer:Flag of France (1794–1815, 1830–1974).svg\|23x15px\|border \|alt=França\|link=Selecció de futbol de França\|{{#if:\|]]                | Ludovic Delporte                                    |
| 20 | MIG  | [[Fitxer:Flag of Catalonia.svg\|23x15px\|border \|alt=Catalunya\|link=Selecció de futbol de Catalunya\|{{#if:\|]]                              | Miquel Martínez Moyà Miki                           |
| 21 | DEF  | [[Fitxer:Flag of the Balearic Islands.svg\|23x15px\|border \|alt=Illes Balears\|link=Selecció de futbol de les Illes Balears\|{{#if:\|]]       | Xisco Campos Coll                                   |
| 22 | DEF  | [[Fitxer:Flag of the Valencian Community (2x3).svg\|23x15px\|border \|alt=País Valencià\|link=Selecció de futbol del País Valencià\|{{#if:\|]] | Manel Ruz Baños                                     |
| 23 | MIG  | [[Fitxer:Flag of the Valencian Community (2x3).svg\|23x15px\|border \|alt=País Valencià\|link=Selecció de futbol del País Valencià\|{{#if:\|]] | Rodrigo Gimeno Molina Rodri                         |
| 24 | MIG  | [[Fitxer:Flag of Spain.svg\|23x15px\|border \|alt=Espanya\|link=Selecció de futbol d'Espanya\|{{#if:\|]]                                       | Gerardo Antonio Noriega Santoveña                   |
| 25 | DAV  | [[Fitxer:Flag of Spain.svg\|23x15px\|border \|alt=Espanya\|link=Selecció de futbol d'Espanya\|{{#if:\|]]                                       | Borja Viguera Manzanares (baixa al març, per lesió) |
| 30 | MIG  | [[Fitxer:Flag of France (1794–1815, 1830–1974).svg\|23x15px\|border \|alt=França\|link=Selecció de futbol de França\|{{#if:\|]]                | Marc Fachan                                         |
| 32 | MIG  | [[Fitxer:Flag of Catalonia.svg\|23x15px\|border \|alt=Catalunya\|link=Selecció de futbol de Catalunya\|{{#if:\|]]                              | Eloy Gila (amb fitxa del filial)                    |
| 37 | MIG  | [[Fitxer:Flag of Spain.svg\|23x15px\|border \|alt=Espanya\|link=Selecció de futbol d'Espanya\|{{#if:\|]]                                       | Álvaro Rey (amb fitxa del filial)                   |

## Equip tècnic
- Entrenador:  Luis César Sampedro fins al 6-12-2010
- Entrenador:  Joan Carles Oliva a partir del 6-12-2010
- Segon entrenador:  Ismael Mariani a partir del 6-12-2010
- Preparador físic:  Xavi Bartolo (fins al 6-12-10 segon entrenador)
- Preparador físic:  Romà Cunillera Roig
- Entrenador de porters:  Josep Ramon de la Fuente
- Metge:  Carles Hernàndez Guerrero
- Fisoterapèutes:  Ernest Canete Ruiz,  Pedro Flores Bauzá,  Carles López Archs
- Readaptadora funcional: Stephanie Medina
- Delegat:  José Maria Grau Otero
- Responsable de material:  Guillermo Martín Blanco,  Raul Fernandez Carrión

## Fitxatges
Els fitxatges d'aquesta temporada han estat:
- Moragón del CF Reus Deportiu
- Alejandro Ortiz Ramos del Betis B
- Sergio Alejandro Díaz de l'Hèrcules CF
- Abraham Gonzalez del Cadis CF
- Berry Powel del VBV De Graafschap
- Fernando Seoane Antelo del Club Deportivo Lugo
- Raul Fuster Arnao de l'Elx CF
- Juan Domínguez Otaegui de la Real Unión de Irún
- Ludovic Delporte de l'Osasuna
- Miquel Martínez Moya de la UE Lleida
- Xisco Campos Coll del CE Castelló
- Manel Ruz Baños de l'Hèrcules CF
- Rodrigo Gimeno Molina de l'Hèrcules CF
- Gerardo Noriega Santoveña de l'Hèrcules CF

Durant el mercat d'hivern s'ha fitxat a 
- Antoni Lluís Adrover Colom "Tuni" del RCD Mallorca
- Borja Viguera Manzanares de la Reial Societat
- Alejandro Bergatiños del Granada CF
- Felipe Sanchón del Granada CF
- Albert Virgili Fort de la Pobla de Mafumet, equip filial, al mes de març per cobrir la baixa per lesió de Borja Vigueira.

## Baixes
Les baixes han estat:
- Alejandro Campano al FC Vaslui (Romania)
- Jorge García Torre al Sporting de Gijón
- Walid Cherfa al Girona FC
- Roberto García Cabello a la SD Huesca
- José Mari Romero al Xerez CD
- Pablo Redondo Martinez al Xerez CD
- Serge N'Gal a l'União Leiria
- Xabi Pascual Luca de Tena
- Líbero Parri Romero
- César Diop al Lorca Atlético
- David Bauzá Francés a la SD Huesca
- Miguel Ángel Lozano Ayala a la SD Ponferradina
- Biel Medina Piris a l'Anorthosis (Xipre)
- Pablo Barros al Cruzeiro Esporte Clube (Brasil
- Felip Ortiz Martínez al FC Ascó
- Mauricio Arroyo al Real Cartagena (Colòmbia)

Les baixes durant la temporada han estat:
- Juan Domínguez Otaegui a la SD Éibar
- Álex Cruz al Granada CF
- Abraham González a la SD Ponferradina
- Curro Torres
- Borja Viguera Manzanares (baixa al març després d'una greu lesió)